# كان آبي
كان آبي هو سياسي ياباني، ولد في 29 أبريل 1894 في Heki, Yamaguchi ‏ في اليابان، وتوفي في 30 يناير 1946 في طوكيو في اليابان. انتخب عضو مجلس النواب الياباني ‏.